# Джон МакІнерні
Джон Едвард МакІнерні (англ. John McInerney; 7 вересня 1957, Ліверпуль) — британсько-німецький співак, автор пісень, фронтмен гурту Bad Boys Blue. Єдиний з оригінального складу гурту, хто залишився в ньому в більш пізні часи після зміни учасників.

## Життєпис
Джон МакІнерні народився 7 вересня 1957 в Ліверпулі. Ще в дитинстві почав цікавитися музикою й одного разу навіть з′явився на британському телебаченні, виконавши пісню гурту The Beatles «She Loves You». Мати Джона Агнес померла, коли йому було чотири з половиною роки, з тих пір його разом з молодшим братом виховувала бабуся. У п′ятнадцятирічному віці грав у юніорській команді місцевого футбольного клубу. Після закінчення школи працював біржовим брокером. У 1979 вирішив перебратися до ФРН.

## Bad Boys Blue
Улітку 1984 зусиллями німецького продюсера Тоні Гендріка та його дружини була створена музична група Bad Boys Blue. Спочатку гурт являв собою тріо, до його складу входили Джон МакІнерні, співак з Ямайки Тревор Тейлор і американець Ендрю Томас. Провідним вокалістом на той час був Тревор Тейлор.
Продюсери намагалися здійснити набір майбутніх членів гурту в Лондоні. Завдяки знайомим одного з них, їм вдалося натрапити на Ендрю Томаса, який мешкав у Кельні. Через останнього до гурту потрапив Тревор Тейлор, завдяки якому, в свою чергу, Джон МакІнерні й увійшов до складу Bad Boys Blue.
Після приєднання до гурту Джон МакІнерні співав здебільшого бек-вокалістом, будучи на той час «у тіні» провідного вокаліста Bad Boys Blue. Так тривало доти, поки Джон не виконав пісню Come Back And Stay, що стала згодом хітом. З тих пір МакІнерні все частіше виступав провідним вокалістом, поступово витісняючи Тейлора з цих позицій. У 1989 Тревор Тейлор покинув групу, після чого провідним вокалістом Bad Boys Blue остаточно став МакІнерні. У січні 2005 Джон МакІнерні припинив співпрацю з Ендрю Томасом. Протягом останніх декількох років проживав у Польщі.

## Особисте життя
У 1985 Джон МакІнерні одружився, має двох синів — Раяна Натана (1989 р.н.) та Вейна (1992 р.н.), а також доньку. Володіє декількома пабами в Кельні.
26 травня 2018 таємно відвідав Фінал Ліги чемпіонів УЄФА 2018 в Києві, оскільки є вболівальником ФК Ліверпуль.